# La Mata de Ledesma
La Mata de Ledesma è un comune spagnolo di 148 abitanti situato nella comunità autonoma di Castiglia e León.